# Бокос Мерино, Акилино
Акили́но Бо́кос Мери́но (исп. Aquilino Bocos Merino; род. 17 мая 1938, Канильяс-де-Эсгева, Испания) — испанский кардинал, кларетинец. Генеральный настоятель Конгрегации миссионеров-сыновей Непорочного Сердца Блаженной Девы Марии с 1991 по 2003. Титулярный архиепископ Уруси с 11 по 28 июня 2018. Кардинал-дьякон с титулярной диаконией Санта-Лючия-дель-Гонфалоне с 28 июня 2018.